# 莊崧甫
庄崧甫（1860年—1940年10月24日）原名莪存，又名景仲，字崧甫，号求我山人，以字行，浙江奉化人。中国民主革命家，中华民国政治家、社会活动家、实业家暨慈善家，辛亥革命上海光复的功臣之一。

## 生平
庄崧甫生於清朝浙江省宁波府奉化县（今宁波市奉化区）忠义乡曹村（今属裘村镇）人。家中务农，家境小康。清光绪二十九年（1903年），奉化锦溪书院改名为龙津学堂，庄崧甫出任奉化县立龙津中学堂舍监，任上大力推行新学，鼓励学生爱国反清，支持学生出国留洋深造。后来，庄崧甫赴上海从事文艺出版工作。
清光绪三十一年（1905年），庄崧甫在上海主持新学会社，编撰《蚕业丛书》等农学书籍。光绪三十四年（1908年），在上海加入中国同盟会。
清宣统二年（1910年），在杭州余杭创办杭北林牧公司。曾斥巨资资助孙中山辛亥革命。辛亥革命上海之役时，曾协助陈其美筹饷。辛亥革命浙江光复，也得其资助、粮饷。杭州光复后，出任浙江军政府财政司长，后改任盐政局长。
不久辞去政府公职，致力实业，专注经营浙西林牧公司，在浙西荒地造林1.5余万亩，牛羊数千头，鸡数万只，成为浙西大地主。并利用造林木料作纸浆原料，开办造纸厂，颇具规模。1919年，受张謇邀请，任南通农产品展览会副会长（张謇为会长）。1920年，又与人合资创办临安安北造林场。1921年，又在上海虹桥创办安北第二林场。
此后再次步入政界。1922年，被推选为浙江省议会议员。还曾任奉化县议会议长，兼任奉化县水利总局局长，浙江省水利联合会主任理事等职务。1925年，在西湖洪春桥创办杭州种苗场。1926年，出任浙江省临时政府委员。
1927年，与孙表卿、张泰荣等人在家乡创办奉化孤儿院，出任终身院长。曾将自己70岁、80岁两次祝寿时候所得寿金悉数捐赠给奉化孤儿院。
1928年，再次出任浙江省政府委员，并被推选为国民政府首届立法委员。1931年，出任导淮委员会副委员长。曾用冯玉祥旧部梁冠英部队三万军人入淮代工，屯垦兼用，以防水患兼顾农业。引来蒋中正不满，以为与冯玉祥交好，擅自调动军队。庄为防蒋中正猜忌，自主辞职，回浙江经营实业。
1940年10月24日，在奉化家中逝世，享年81岁。

## 著作
庄崧甫对农学、林学有深入研究，曾著有大量农林学专著，包括：
- 《蚕业丛书》十种（编撰）
- 《养蚕必读》二卷
- 《螟虫防治法》一卷
- 《水利实验论》一卷
- 《农政新书》

另有结集：
- 《求我山人杂集》

此外还有：
- 浙江奉化阳方氏宗谱四卷，庄景仲重修，民国十四年木刻活字印本

## 延伸阅读
- 严竹书，《关於庄崧甫先生躬与辛亥革命前后各阶段事迹记》
- 梁一圭，《庄崧甫》
- 周配义，《庄崧甫先生传》
- 周岐隐，《庄景仲》
- 袁康年，《庄崧甫传》